# Trial de Sant Llorenç 1978
L'edició de 1978 del Trial de Sant Llorenç fou la 12a d'aquesta prova, organitzada pel Motor Club Terrassa. El trial era la cinquena prova del Campionat del Món d'aquell any i tingué lloc el 12 de març pels voltants de Sant Llorenç del Munt, amb sortida al restaurant Cavall Bernat de Matadepera, Vallès Occidental. Hi participaren 94 pilots, els quals hagueren de superar 25 zones repartides al llarg d'un recorregut que calia completar 2 vegades.
En aquesta ocasió, la duresa de les zones fou menor que en l'anterior, i a més la bonança i absència de pluja i fang varen fer que aquest trial fos en algun moment més fàcil d'allò que era habitual.

## Organització
El Motor Club Terrassa comptà per a aquesta edició amb un pressupost de 3.000.000 de pts (uns 18.000 euros al canvi) i gràcies a aquest fet muntà un important dispositiu al voltant d'aquest trial. Així, al punt de sortida (davant del restaurant Cavall Bernat) s'instal·là un envelat de 1.000 m² dins el qual s'organitzaren tota mena d'actes complementaris i, un cop acabat el trial, la cerimònia de lliurament de premis. Dins l'envelat s'hi col·locaren diverses pantalles de televisió en color gegants on s'hi projectaven imatges en directe d'algunes zones.
Algunes activitats que s'organitzaren aquell dia varen ser un concurs fotogràfic (amb el trial com a motiu de les fotografies), un sorteig entre el públic de 4 motocicletes (concretament, una Montesa Cota 348 i una Cota 25, una Bultaco Sherpa T 350 i una OSSA Super Pioneer 350) i s'habilità prop de l'envelat un lloc de donació de sang per als hospitals. Finalment, al moment de la sortida (vora les 9 del matí) i d'acord amb l'organització s'envolaren 10 ales delta des del punt més alt de La Mola.
Cal dir també que l'organització fou una de les pioneres en l'ús de la informàtica en proves de trial, i durant aquesta edició la confecció i publicació de les classificacions provisionals fou molt àgil gràcies a l'ús d'ordinadors.

## Recorregut

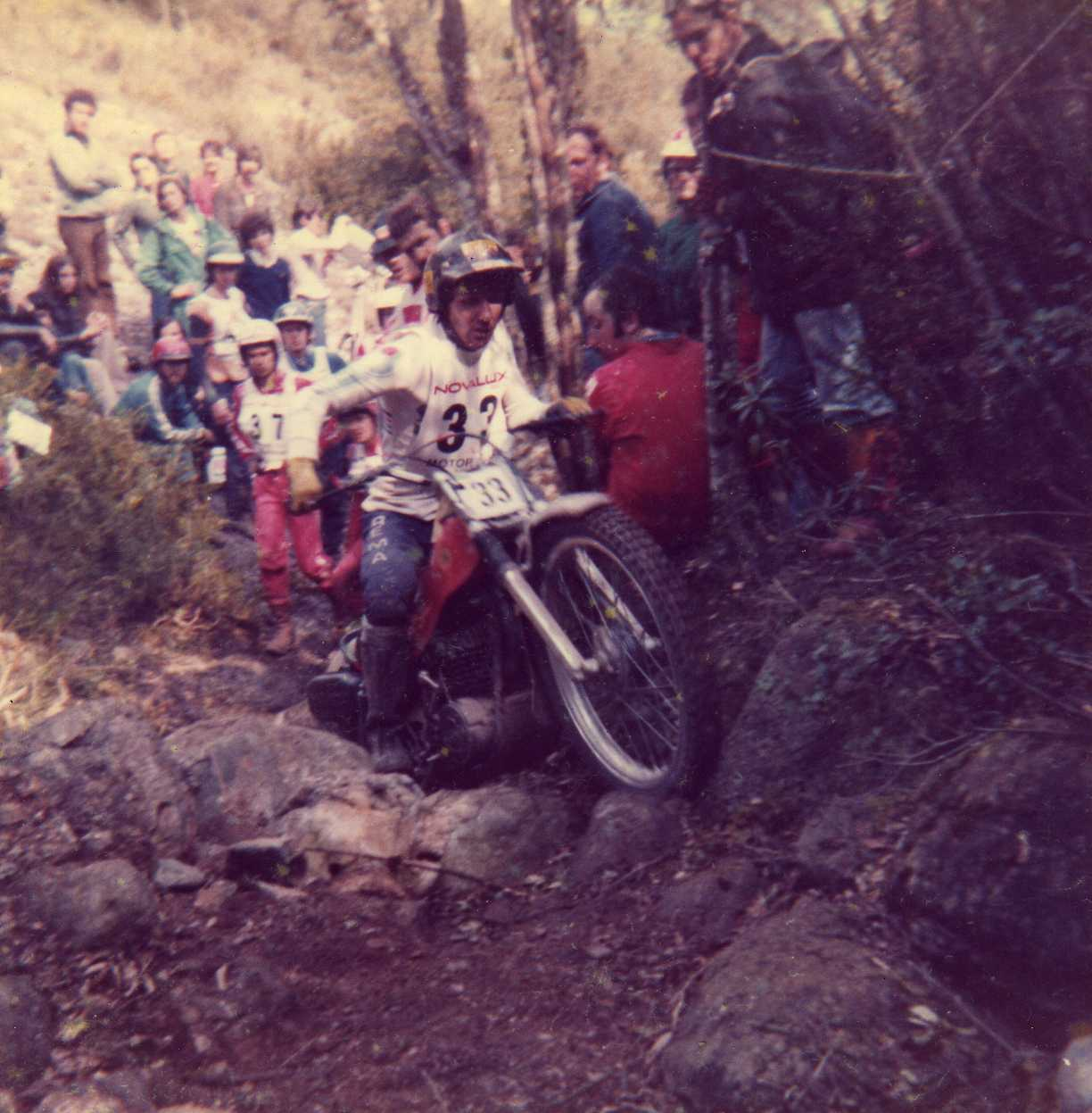
Rob Edwards amb la Montesa Cota 348 a la zona 14

La sortida i parc tancat dels participants se situà a l'esplanada que hi havia al davant del restaurant Cavall Bernat de Matadepera, situat a la urbanització "Can Marcet", concretament al quilòmetre 6 de la carretera de Terrassa a Talamanca (BV-1221), prop de la llera de la Riera de les Arenes. La sortida del primer pilot estava programada a les 9 del matí i els participants disposaven de 7 hores (més una d'addicional amb penalització) per a completar la prova.
El recorregut establert, de vora 38 km, discorria en el sentit de les busques del rellotge i tenia forma de V, amb el vèrtex a la sortida, la punta occidental a l'alçada del km 13 de la carretera de Terrassa a Rellinars (B-122) i l'oriental a l'alçada del km 12 de la de Terrassa a Talamanca (BV-1221). Sortint del restaurant Cavall Bernat en direcció oest, el recorregut anava acostant-se a Rellinars fins a arribar al punt occidental esmentat (on hi havia el grup de zones de la 6 a la 8) i després girava de cop vers l'est, passant per La Saiola i girant cap al sud a les envistes de La Calsina. Tot seguit, el recorregut anava acostant-se a la carretera BV-1221 fins que -a l'alçada del seu km 7,500- girava bruscament cap al nord i s'anava atansant al massís de Sant Llorenç del Munt, ja dins els límits del Parc Natural de Sant Llorenç del Munt.
Passat el Torrent Salvans, vora el km 9 de la carretera a Talamanca, hi havia les zones 14 i 15, prop de La Barata, i tirant més cap al nord s'anaven succeint les zones de la 16 a la 21. Un cop arribats als voltants del km 12 de la carretera, el recorregut començava el seu descens cap al punt de sortida, tot vorejant els masos de Can Bufí, Can Pèlecs, Can Garrigosa i Can Robert, fins a arribar de nou als voltants de la urbanització de Can Marcet, on prop de la Torre de l'Àngel hi havia les zones 24 i 25. Tot seguit, a uns centenars de metres, s'arribava de nou al punt de sortida.

## Zones
La major part de les 25 zones marcades al llarg del recorregut estaven situades prop d'una de les dues carreteres esmentades o bé d'algun camí forestal (algunes fins i tot eren a tocar del centre urbà de Rellinars). N'hi havia, però, de molt allunyades i, per tant, accessibles fàcilment només en moto. Les zones eren les següents:
| Zona    | Nom              | Situació                                                                 |
| ------- | ---------------- | ------------------------------------------------------------------------ |
| 1 i 2   | ?                | Prop de la sortida, vora el Km 7 de la carretera BV-1221                 |
| 3       | ?                | Accés en moto                                                            |
| 4       | ?                | Prop del Km 9 de la carretera B-122                                      |
| 5       | Conill           | Accés en moto, vora la Font del Conill                                   |
| 6       | Zona de l'Aureli | Font de Carlets, accés al Km 12,500 de la carretera B-122                |
| 7       | Many             | Prop del Km 13 de la carretera B-122                                     |
| 8       | ?                | Íd.                                                                      |
| 9       | ?                | Sortint de Rellinars                                                     |
| 10      | Casa Vella       | Prop de la Casa Vella de l'Obac, accés al Km 9,700 de la carretera B-122 |
| 11      | ?                | Accés en moto                                                            |
| 12      | Ratolí           | Íd.                                                                      |
| 13      | Alberta          | Íd.                                                                      |
| 14      | ?                | Prop de La Barata, vora el Km 9 de la carretera BV-1221                  |
| 15      | ?                | Prop de La Barata, vora el Km 9,500 de la carretera BV-1221              |
| 16 i 17 | ?                | Prop del Km 10 de la carretera BV-1221                                   |
| 18 a 22 | ?                | Accés en moto des del Km 12 de la carretera BV-1221                      |
| 23      | ?                | Prop del Torrent Salvans, vora el Km 8,500 de la carretera BV-1221       |
| 24      | Pont de la Riba  | Km 6,600 sota el pont, prop de la Torre de l'Àngel                       |
| 25      | Centrifugat      | Prop de Can Robert                                                       |

### Característiques
Les dues primeres zones eren sengles pendents amb terra i roca, força difícils, fins al punt que només Joe Wallman i Toni Gorgot aconseguiren passar-les a zero a la segona volta. Les zones 3, 4 i 5 eren més senzilles i -un cop ja als voltants de la Font de Carlets- la zona 6 ("Zona de l'Aureli", una clàssica de Sant Llorenç), era ben complicada: començava amb un brusc descens sobre roca que anava a parar, després d'un revolt tancat, a un rierol. Tot seguit calia girar 90° i superar un alt esglaó per a iniciar un costerut ascens per la roca, amb terra solta i arrels; un cop superat l'escull, una forta baixada sobre la roca lliscant tornava a desembocar al rierol, el qual calia passar a gual i pujar després un fort i llarg pendent de terra. Un dels pocs a aconseguir superar-la a zero fou Mick Andrews, llargament ovacionat en fer-ho.
De la zona 7 a la 12 -totes sobre roca pelada- la dificultat era menor, fins que la zona 13 ("Alberta") ja posava el llistó més alt a causa del seu tram d'esglaons de roques seguit d'un complicat gir final a l'esquerra. Passada aquesta zona calia fer uns quants quilòmetres per camins forestals allunyats de tot, pels voltants del massís de Sant Llorenç, fins que s'arribava a la zona 14 (prop de La Barata), una de les més difícils d'aquest trial: començava en un corriol humit que, un cop superada una alta roca, iniciava un descens que empalmava tot seguit amb una llarga pujada gairebé vertical sobre roca humida, un cop superada la qual venia un difícil gir a l'esquerra que donava a una torrentera plena de còdols i roques mitjanes (a l'estil de les clàssiques zones dels Sis Dies d'Escòcia), la qual desembocava, després d'un gir a la dreta, en una pujada de sorra. Només Bernie Schreiber i Franz Trummer aconseguiren superar-la a zero, a la segona volta.
La zona 15, relativament propera a la 14, era més fàcil i constava de diversos girs en pujada i baixada per un fort pendent de terra solta, enmig d'una pineda. La zona 16 tornava a ser molt complicada i, després, les úniques zones realment difícils de la prova eren ja la 22 i la 25 ("Centrifugat").

## Participants

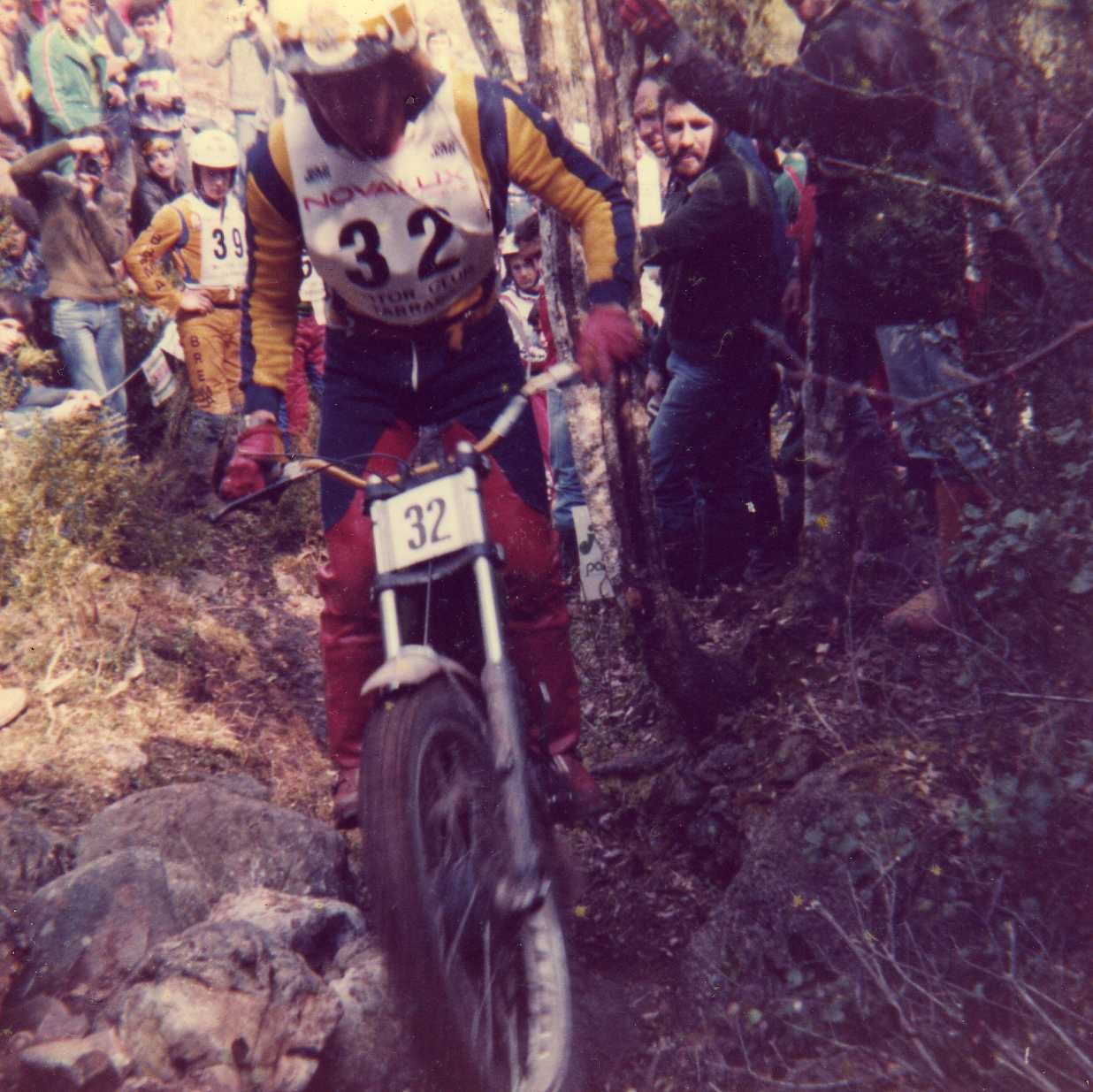
Mick Andrews amb l'OSSA verda a punt d'acabar la zona 14. Andrews fou repetidament ovacionat durant el trial

A l'edició de 1978 s'hi varen presentar tots els equips dels fabricants que en aquell moment competien al mundial: Bultaco, Montesa, OSSA, Honda, Suzuki, SWM, CCM, Puch, KTM i Moto Guzzi, a banda d'alguns pilots amb sengles Yamaha i Kawasaki amb més o menys suport de fàbrica. Algunes d'aquestes marques aprofitaven aquesta prova per a fer debutar en competició els seus nous prototipus, inèdits fins aleshores (era el cas de la KTM de Felix Krahnstöver i de la Moto Guzzi 4T de Giuseppe Bartorilla), mentre que d'altres havien debutat tot just unes setmanes abans en començar el mundial d'aquell any (com ara la CCM de Nick Jefferies, la Puch de Franz Trummer i el complet equip de SWM).
Una de les notes destacades d'aquesta edició fou el retorn a Sant Llorenç de Mick Andrews amb OSSA, després d'haver corregut uns anys amb Yamaha. L'experiència fou d'allò més reeixida i Andrews, davant l'entusiasme dels afeccionats, aconseguí el tercer lloc final a la prova. Com a anècdota, ja al moment de la sortida, davant del restaurant Cavall Bernat, Andrews fou rebut amb una ovació tan gran que fins i tot el desconcentrà momentàniament.
Altres canvis de marca destacats eren els de Malcolm Rathmell (de Montesa a Suzuki) i Charles Coutard (de Bultaco a SWM). Tant l'un com l'altre varen tenir una actuació força discreta en aquest trial, especialment l'anglès, qui va protagonitzar una pèssima temporada amb Suzuki.
Finalment, cal dir que un dels protagonistes habituals de la prova, Manuel Soler, no va poder participar en aquest trial per culpa de les seves obligacions, ja que estava fent el servei militar obligatori.

## Classificació

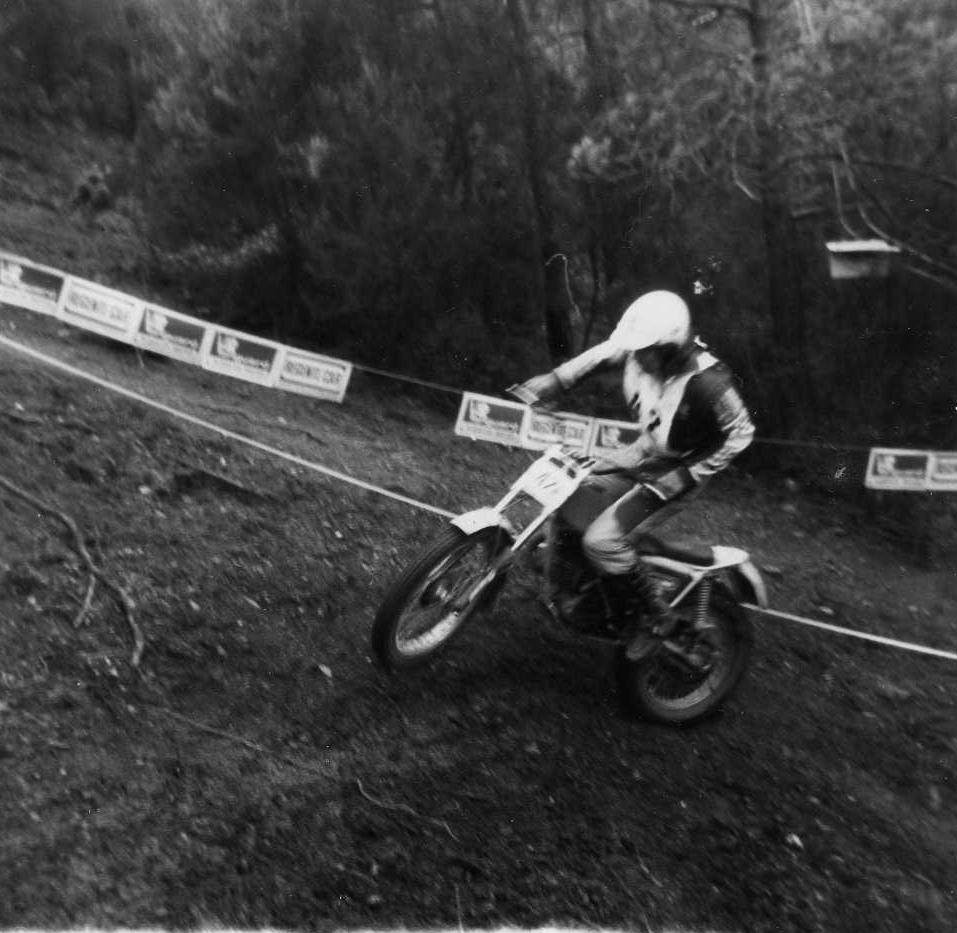
Bernie Schreiber, guanyador de la prova, encarant la zona 15

| Posició | Pilot            | Motocicleta | Punts |
| ------- | ---------------- | ----------- | ----- |
| 1       | Bernie Schreiber | Bultaco     | 31,5  |
| 2       | Martin Lampkin   | Bultaco     | 37    |
| 3       | Mick Andrews     | OSSA        | 46,5  |
| 4       | Ulf Karlson      | Montesa     | 46,7  |
| 5       | Rob Shepherd     | Honda       | 54,8  |
| 6       | Yrjö Vesterinen  | Bultaco     | 55,1  |
| 7       | Jean-Luc Colson  | Montesa     | 62,2  |
| 8       | Nigel Birkett    | Montesa     | 62,5  |
| 9       | Toni Gorgot      | Bultaco     | 69,6  |
| 10      | Charles Coutard  | SWM         | 73,4  |